# Tymoteusz III (patriarcha Aleksandrii)
Tymoteusz III (zm. 482) – chalcedoński patriarcha Aleksandrii w latach 460–482 (z przerwami). Był przeciwnikiem monofizytów.